# Bitó australià
El bitó australià (Botaurus poiciloptilus) és una espècie d'ocell de la família dels ardèids (Ardeidae) que habita canyars, pantans, llacunes i rius tranquils del sud-oest d'Austràlia Occidental, sud d'Austràlia Meridional, est d'Austràlia, Tasmània, Nova Caledònia i Nova Zelanda.